# Catherine de Bourboulon
Pour les articles homonymes, voir Bourboulon.
Catherine Fanny Mac-Leod, dite Catherine de Bourboulon ou plus couramment Madame de Bourboulon, née en 1828 à Édimbourg et morte le 11 novembre 1865 au château de Claireau à Sully-la-Chapelle, est une voyageuse française d'origine écossaise. 

## Biographie
Catherine Mac-Leod passe son enfance aux États-Unis où sa mère a fondé une maison d'éducation à Baltimore. À 13 ans, elle accompagne une de ses tantes au Mexique puis, en 1851, elle épouse le secrétaire de la légation de France, Alphonse de Bourboulon. Celui-ci étant nommé ministre en Chine, elle s'y installe avec lui et devient ainsi la première européenne à résider à Pékin. Elle y est témoin de la révolte des Taiping et voyage régulièrement par mer de la Chine à l'Europe. Elle décide en 1861 d'effectuer ce trajet par terre. 
Elle traverse ainsi le désert de Gobi, visite Irkoutsk, navigue sur le lac Baïkal, passe à Tomsk, Perm et Nijni-Novgorod avant de terminer le trajet en train jusqu'à Paris qu'elle atteint en août 1861. 
Achille Poussielgue rédige le livre Voyage en Chine et en Mongolie de M. et Mme de Bourboulon à partir des notes de Catherine de Bourboulon. 
Mal remise de son voyage, elle meurt en 1865 au château de Claireau dans le Loiret. 
Jules Verne suit en grande partie le voyage de Catherine de Bourboulon dans son roman Michel Strogoff. Il cite d'ailleurs la voyageuse à plusieurs reprises avec une première occurrence dans le chapitre IV de la deuxième partie du roman. 